# Beke György (író)
Beke György, álnevei: Faragó György, Bárdócz Gergely (Uzon, 1927. augusztus 3. – Budapest, 2007. január 20.) József Attila-díjas erdélyi magyar író, újságíró, műfordító.

## Életútja
Középiskoláit a sepsiszentgyörgyi Székely Mikó Kollégiumban, a magyar nyelv és irodalom szakot a kolozsvári egyetemen végezte. 1947-ben a sepsiszentgyörgyi Népi Egység szerkesztőségében dolgozott, 1948-tól a Romániai Magyar Szó, illetve Előre belső munkatársa 1974-ig. Tagja volt a Művelődés szerkesztőbizottságának, számos bel- és külföldi folyóirat munkatársa,  szerkesztője. 1974–1987 között Kolozsvárott A Hét főmunkatársa volt. Miután áttelepült Magyarországra, 1990 májusától az Erdélyi Szövetség elnökségi tagja, 1990–1993 között elnöke volt. 1992-től beválasztották az Írószövetség választmányának tagjai közé. 1994-től a Magyar Életet szerkesztette. 1995–2000 között a Nyelvünk és Kultúránk felelős szerkesztői teendőit látta el. 1989-től Budapesten  élt, az áttelepülése utáni években többek között az Élet és Irodalomban publikált.

## Munkássága
Első írását az Ifjú Erdély közölte 1943-ban. Legszorgalmasabb terepjáró írónk, aki a valóság sokoldalú riporteri feltárása mellett élményanyagának regényes feldolgozására is törekedett. Riporthőseinek belső rajza az évek során fokozatosan mélyült (Tizenöt esztendő, 1959; Diótörés, 1964; Az utolsó Bethlen, 1968), a széppróza felé közelítve dokumentáló jellegű írásait. Kisregényeiben (Hullámgyűrű, 1965; Vándorvillám, 1967; 2. javított kiadás 1973), valamint Bűnben társtalanul (1969) című regényében visszatérnek a "riportos" élethelyzetek. Sajátos, szépirodalmi rangra emelt műfajához, az emberi és közösségi sorsproblémákat hordozó szociográfiai riporthoz újra meg újra visszatér, s közfeladatként jelöli ki a honi elmélyedést (Magunk keresése, 1972). Utat tör a moldvai csángók újra felfedezése felé, tájakat emel köztudatba (Feketeügy, 1974), Erdély mai társadalomrajza kerekedik ki népszerűvé vált és közvéleményt formáló riportkönyveiből, melyekben egy-egy megyét mutat fel egészében (Szilágysági hepehupa, 1975; Nyomjelző rokonság, Fehér megyéről, 1978; Búvópatakok, Beszterce-Naszód megyéről, 1980).
Számos recenzióban, interjúban vállalta a román-magyar irodalmi kapcsolatok népszerűsítését. Szerkesztette és új levéltári anyaggal kiegészítve kiadta Koós Ferenc Életem és emlékeim című múlt századi naplóját (1971), interjúi 56 íróval a magyar-román kapcsolatokról könyv alakban is megjelentek (Tolmács nélkül, románul is, 1972). Összeállított és magyarra fordított egy román aforizmagyűjteményt: "A kő bölcsessége a keménység" (1976, bővítve II. kiadás Kagylók tengerzúgással cím alatt, 1971). Klasszikus és kortárs román szerzők számos művét lefordította, így Jean Bart Europolisz című regényét, mely négy magyar kiadást ért meg (1962-75), Zaharia Stancu Sirató (1970) és Petre Sălcudeanu Csonkahét (1974) című regényét, Emil Gîrleanu novelláit (Az első fájdalom, 1974), Dinicu Golescu 1824-26-os utazásainak leírását (Téka 1977) s Ion Brad Kapu zárul, kapu tárul című regényét (1979). Német és román riporterekkel közösen szerepelt a Verheissene Zukunft című gyűjteményben (1974).
Egyéb munkái: Akasztott ember kötele (elbeszélés, 1949); Gólyaláb (történelmi elbeszélés, 1966); Csángó krónika (a Fodor Sándorral és Mikó Imrével közös Orbán Balázs nyomdokain című kötetben, 1969); Szerelemcsütörtök (karcolatok, 1970); Bővizű patakok mentén (Farkas Árpáddal, Fodor Sándorral, Kovács Györggyel, riportkönyv, 1972); Pál vitéz (Deák Ferenccel, képregény a törökverő Kinizsiről az ifjúság számára, 1972); Csőposta (riportkönyv Vajdahunyadról, Kenéz Ferenccel és Marosi Barnával, 1974); Éjszakai biciklisták (regény, Kolozsvár, 1975, rádiójátékra alkalmazta Furkó Zoltán, Budapest, 1980); Veress Sándor tolla és körzője (Benkő Samu előszavával, Testamentum 1976); Emberarcok (riportkönyv, Cseke Péterrel és Marosi Barnával, 1976); Istók Péter három napja (regény, 1977); Vizek törvénye (riportok, Kolozsvár, 1977); Vállald önmagad (publicisztika, Balogh Edgár előszavával, 1978); Meghívó nélkül (Riportkönyv Erdélyből, Budapest, 1979); Fölöttük a havasok. Családi krónika (Kolozsvár, 1980).

## Művei időrendben
- Akasztott ember kötele (elbeszélés, 1949)
- Tizenöt esztendő. Martonfalvi tudósítás; Irodalmi és Művészeti Kiadó, Bukarest, 1959
- Kollektivista falu a fejlődés útján. Kiskend, Magyar Autonóm Tartomány; Politikai Kiadó, Bukarest, 1960
- Diótörés (riportok, 1963)
- Hullámgyűrű (kisregény, 1965)
- Gólyaláb (történelmi elbeszélés, 1966)
- Vándorvillám (kisregény, 1967)
- Az utolsó Bethlen (riportok, 1968)
- Orbán Balázs nyomdokain (riportok, Fodor Sándorral, Mikó Imrével, 1969)
- Bűnben társtalanul (regény, 1969)
- Szerelemcsütörtök (karcolatok, 1970)
- Kagylók tengerzúgással. Beke György antológiája; Kriterion, Bukarest, 1971
- Magunk keresése (riportok, esszék, 1972)
- Tolmács nélkül. Interjú 56 íróval a magyar-román irodalmi kapcsolatokról / Fără înterpret; Kriterion, Bukarest, 1972
- Pál vitéz. Képregény; szöveg Beke György, rajz Deák Ferenc; Creangă, Bukarest, 1972
- Csőposta. Beke György, Kenéz Ferenc, Marosi Barna riportkönyve Vajdahunyadról; Kriterion, Bukarest, 1973
- Feketeügy (riportok, 1974)
- Éjszakai biciklisták (regény, 1975)
- Szilágysági hepe-hupa (riportok, 1975)
- Veress Sándor tolla és körzője (életrajz, 1976. Testamentum)
- Emberarcok. Beke György, Cseke Péter, Marosi Barna riportkönyve; Kriterion, Bukarest, 1976
- Istók Péter három napja (regény, 1977)
- Vizek törvénye (riportok, 1977)
- Vállald önmagad (publicisztika, 1978)
- Nyomjelző rokonság. Barangolások nagyapámmal Fehér megyében; Kriterion, Bukarest, 1979
- Meghívó nélkül. Riportkönyv Erdélyből; Magvető, Budapest, 1979
- Búvópatakok. Barangolások Beszterce-Naszód megyében; Kriterion, Bukarest, 1980
- Fölöttük a havasok. Családi krónika; Dacia, Kolozsvár-Napoca, 1980
- A Haynal-ház kapuja. Krónika; Albatrosz, Bukarest, 1981
- Boltívek teherbírása. Barangolások Máramaros és Szatmár megyében. Riportkönyv; Kriterion, Bukarest, 1983
- Máktörő. Karcolatok, hangulatok; Dacia–Szépirodalmi, Kolozsvár-Napoca–Budapest, 1983
- "Itt egymásra találnak az emberek". Barangolások Bihar megyében; Kriterion–Szépirodalmi, Bukarest–Budapest, 1984
- Arccal az életnek (regény, 1987)
- Csángó passió. Barangolások moldvai csángó-magyarok között; sajtó alá rend. Ara-Kovács Attila; Európa, Budapest, 1988
- Régi erdélyi skólák. Barangolások térben és időben; Tankönyvkiadó, Budapest, 1989
- Magyar gondok Erdélyben. Egyéni feljegyzések közös fájdalmakról; Magvető, Budapest, 1990
- Világos árnyékában (regény, 1991)
- A lándzsa hegye. Egy befejezhetetlen per naplója (1993)
- Egyetlen út: az önrendelkezés (interjúk, 1993)
- Atlantisz harangoz. A magyarság sorsa Erdélyben, 1918–1992; Szenci Molnár Társaság, Budapest, 1993
- Népek nagy romlása román uralom alatt. A román népet is beleértve; Szenci Molnár Társaság, Budapest, 1994
- Hadi utak Erdélyben. Barangolások magyar katonák nyomában (1994)
- A nyitrai gróf feláldozása (1995)
- Peremvidékek magyarsága. Horvátország, Szlovénia, Ausztria, Moldva; Szenci Molnár Társaság, Budapest, 1995
- Magyar áfium (tanulmányok, 1995)
- Iskolák szabadságharca (tanulmányok, 1996)
- Barangolások Erdélyben I–III. (írói szociográfia, Szigetlakók, 1996, Boltívek teherbírása, 1998, Az Értől a Kölesérig, 2000)
- Védekező anyanyelv (interjúk, portrék, tanulmányok, 1997)
- Egy elcsitíthatatlan magyar republikánus. Nagy György életregénye (1998)
- Kossuth-emigráció Bukarestben. Magyar emlékírók a régi Romániában; Közdok, Budapest, 1998
- Vércseppek az író asztalán. Aforizma antológia román írók műveiből; Közdok, Budapest, 1999
- Csángók gyóntatója (elbeszélések, rajzok, 1999)
- Magyar áfium. Trianon fogságában; 2. bőv. kiad.; Püski, Budapest, 1999
- Négy nap dörgött az ágyú. Barangolások honvédségünk szülőhelyein (1999)
- Kisebbik Torontál Archiválva 2015. szeptember 24-i dátummal a Wayback Machine-ben (Tanulmány, 2001)
- Csángó történet; Babits, Szekszárd, 2002 (Korjellemző magyar próza)
- Gyulafehérvár árnyékában; Státus, Csíkszereda, 2002
- Megrokkant élet. Kisebbségi utazások; Kapu Könyvek–Magyar a Magyarért Alapítvány, Budapest, 2002
- Makacs realizmus. Tanulmányok, interjúk, portrék 1-2.; Közdok, Budapest, 2003
- Advent a kaszárnyában. Novellák, karcolatok; Pallas-Akadémia, Csíkszereda, 2003
- Makacs realizmus. Tanulmányok, interjúk, portrék, 1-2.; Közdok, Budapest, 2003
- Föld és lélek. Székely riportok; vál., szerk. Beke Mihály András; Székelyföld Alapítvány, Csíkszereda, 2018 (Székely könyvtár)

## Díjak, elismerések
- A Művészeti Alap irodalmi díja (1991)
- Jósika Miklós-díj (1996)
- Nagy Lajos-díj (1997)
- Petőfi Sándor Sajtószabadság-díj (1997)
- Pethő Sándor-díj (1997)
- József Attila-díj (1999)
- Táncsics Mihály-díj (2001)
- Tekintet-díj (2001)
- Magyar Örökség díj (2002)